# Samson, Alabama
Samson là một thành phố thuộc quận Geneva, tiểu bang Alabama, Hoa Kỳ. Dân số năm 2009 là 2025 người, mật độ đạt 216 người/km².